# Lega di Cambrai
La Lega di Cambrai fu una coalizione militare contro la Repubblica di Venezia formata il 10 dicembre 1508 dalle maggiori potenze europee (Sacro Romano Impero, Spagna e Francia) per mantenere un'egemonia su diversi territori della penisola italiana.

## Membri costituenti la lega
Ad essa aderirono: Massimiliano I d'Asburgo (Imperatore del Sacro Romano Impero), Luigi XII di Francia (Re di Francia, Duca d'Orléans), Ferdinando II d'Aragona (re di Napoli e re di Sicilia), papa Giulio II (sovrano dello Stato Ecclesiastico), Alfonso I d'Este (duca di Ferrara), Carlo II (duca di Savoia), Francesco II Gonzaga (marchese di Mantova) e Ladislao II (re d'Ungheria).

## Contenuto
Nel preambolo del trattato, siglato segretamente a Cambrai (cittadina della Francia ai confini col Belgio) con il pretesto di concludere la pace tra l'Imperatore e il Duca di Gheldria, cui vennero ammessi anche gli ambasciatori di Spagna e Stato Pontificio, si legge che esso veniva stipulato:
(Manifesto dell'imperatore Massimiliano I a preambolo del Trattato di Cambrai.)
Il trattato prevedeva la seguente spartizione dei domini veneziani:
- all'Impero: Treviso, Padova, Vicenza, Verona, il Friuli e l'Istria.
- alla Francia: Brescia, Bergamo, Crema, Cremona e la Gera d'Adda.
- agli Aragonesi: Trani, Brindisi, Otranto e Gallipoli.
- allo Stato Pontificio: Ravenna, Cervia, Rimini, Faenza e relativi castelli, oltre che i possedimenti nei territori di Imola e Cesena.
- al Ducato di Ferrara: il Polesine (che era stato conquistato dai veneziani nel 1481), Este e la Scodosia di Montagnana.
- al Marchesato di Mantova: Peschiera, Asola e Lonato.
- all'Ungheria, se fosse entrata nell'alleanza: la Dalmazia.
- al Ducato di Savoia, se fosse entrato nell'alleanza: Cipro.

## Il conflitto
Venezia aveva avuto numerosi sentori del formarsi di una possibile alleanza contro essa in seguito ad alcuni discorsi dell'ambasciatore di Francia.
La Lega combatté le forze veneziane dal 1508 al 1511. Dopo aver sbaragliato le forze veneziane nella battaglia di Agnadello e averne distrutto la flotta nella battaglia di Polesella, l'esercito della Lega arrivò quasi alle "ripe salse" (cioè alle coste della laguna di Venezia) e mise inutilmente sotto assedio Padova; peraltro il condottiero veneziano Bartolomeo d'Alviano aveva conseguito precedentemente, il 2 marzo dello stesso anno, una brillante vittoria in Cadore contro le armate imperiali tedesche. Gli avvenimenti successivi resero del tutto vani i risultati da essa conseguiti in terra veneta.
Inizialmente, le forze della Lega intendevano occupare e spartirsi la Terraferma dello stato veneto. In base agli accordi, Massimiliano I avrebbe ricevuto l'intero Veneto, il Friuli e l'Istria; alla Francia, che già occupava Milano, sarebbe andata la Lombardia orientale; i porti pugliesi sarebbero tornati agli Aragonesi; il Papa avrebbe riavuto le città romagnole; il Polesine sarebbe andato al duca di Ferrara; al marchese di Mantova spettavano Peschiera, Asola e Lonato; Cipro era destinata al Ducato di Savoia; all'Ungheria sarebbe toccata la Dalmazia.
Nel 1510, tuttavia, Giulio II ritenne che la Francia rappresentasse per gli equilibri nella penisola una minaccia ben più grave di Venezia. Fu così che il pontefice lasciò la Lega di Cambrai per allearsi con la Serenissima. L'anno seguente, anche la Spagna e il Sacro Romano Impero cambiarono schieramento portando così alla creazione della Lega Santa contro la Francia.